# 弗拉基米尔·马丁诺夫

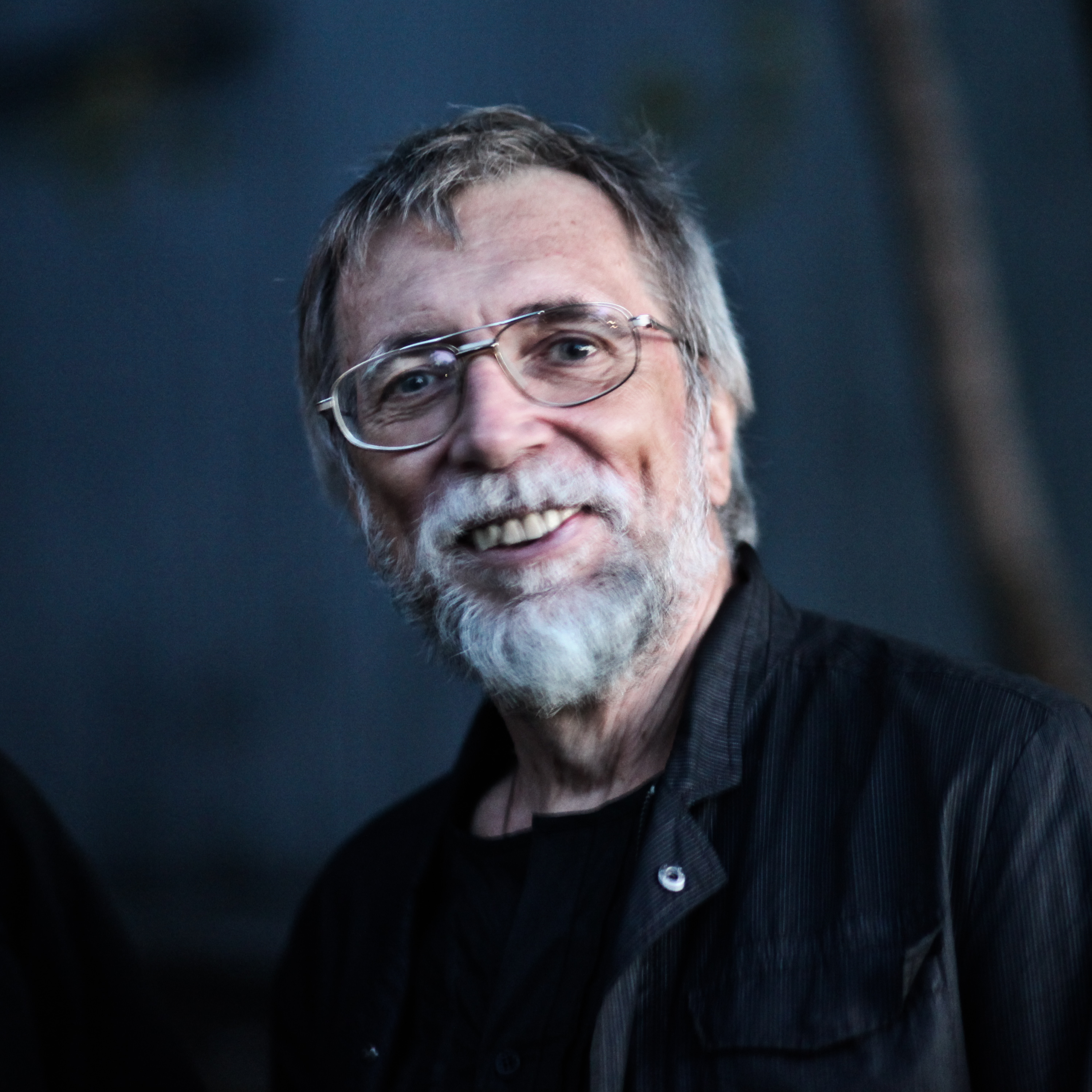
马丁诺夫，2014年

弗拉基米尔·伊万诺维奇·马丁诺夫，（俄语：Владимир Иванович Мартынов，1946年2月20日—），俄罗斯作曲家，生于莫斯科。作有协奏曲、管弦乐曲、室内乐和合唱作品等，是极简主义音乐风格在俄罗斯的代表作曲家之一。